# Замкавска гора
Замкавска гора (блр. Замкавая гара; рус. Замковая гора) узвишење је у виду брда у Гродњенској области Републике Белорусије. Са надморском висином од 323 м највиша је тачка Навагрудског побрђа и трећа по висини тачка у Белорусији.
Налази се у границама Навагрудског рејона на око 3 км западно од града Навагрудак, код села Пуцевичи (због чега се често назива и Пуцевичка гора). Име јој потиче од тврђаве (замка) која се ту налазила, а која је уништена у 19. веку.
У основи је изграђена од песковитих и иловачастих типова тла.